# Ерколе I д’Есте
Вижте пояснителната страница за други личности с името Ерколе д’Есте.
Еркòле I д’Есте (на италиански: Ercole I d’Este, Ercole di Ferrara), наречен още Безстрашният рицар (Cavaliere senza paura) и Трамонтана (Tramontana, т.е. Северен вятър; * 24 октомври 1431, Ферара, Херцогство Ферара, † 25 януари 1505, пак там) от Дом Есте, е 2-ри херцог на Ферара, Модена и Реджо (1471 – 1505).
Той е един от основните меценати и дейци на ренесансовата култура. Получава образование в неаполитанския двор на Алфонсо V Арагонски и се жени за Елеонора Арагонска, дъщеря на Фердинанд I Неаполитански, която играе решаваща роля в някои критични фази на неговото херцогство, както и е валидна подкрепа в управлението на двора му.
Има подкрепата на папата, когато Николо д'Есте се опитва да получи контрол над херцогството и след първите няколко години той става много умел в създаването на приятелства и връзки, по-специално в използването на средството на брака между управляващи домове и семейства.
По време на неговото управление Херцогство Ферара, благодарение по-специално на Адиционе Еркулеа (Addizione Erculea) – градоустройствено дело, построено благодарение на неговия придворен архитект Биаджо Росети, става първата модерна столица на Европа.

## Произход
Той е син на Николо III д’Есте (* 1383, † 1441), маркграф на Ферара, Модена и Реджо, и на съпругата му Ричарда да Салуцо (* 1410, † 1474). Има един брат:
- Сиджизмондо I (* 1433, † 1507), господар на Сан Мартино, Кампогалиано, Кастеларано, Сан Касиано и Роделя, губернатор на Реджо, губернатор и наместник на Херцогство Ферара.

Има и един полубрат и две полусестри от брака на баща си, сред които Джинерва, господарка на Римини, и Лучия, господарка на Лудзара, Сабионета и Гондзага. Има и седем полубратя и четири полусестри от извънбрачни връзки на баща си.

## Биография

### Ранни години
Получава образованието си в Арагонския двор в Неапол от 1445 до 1460 г., където е изпратен от по-големия си полубрат Леонело д’Есте с по-малкия си брат Сиджизмондо. Там той изучава военните стратегии и правилата на рицарството, и заобичва класическата архитектура (гръцка и римска) и изкуствата. На 18 години има любовна афера с Костанца ди Капуа, дъщеря на граф Луиджи д'Алтавила, за която се жени тайно. Заради нея на 13 май 1450 г. влиза в дуел с чичо ѝ Галеацо Пандоне, който я поискал за жена; дуелът е прекъснат от пристигането на краля. След този двубой Ерколе получава прозвището „Безстрашния рицар".
Когато Борсо д’Есте идва на власт като господар на Ферара, има смяна на съюзите и Ерколе се оказва принуден да се бие срещу Алфонсо V Арагонски, който е негов домакин в Неапол. Кризата, която настъпва с арагонското семейство, е излекувана само няколко години по-късно, когато Ерколе, който става вторият херцог на Ферара, се жени за арагонската принцеса Елеонора Арагонска, дъщеря на Фердинандо I Арагонски. По време на управлението на Леонело и Борсо той се бие като кондотиер под различни знамена и е обвързан в съюзите си от политиката на Дом Есте. Постига смесени резултати и незапомнящи се победи.
В битката при Рикардина близо до Молинела Ерколе се бие на служба на венецианците. След като спасява Бартоломео Колеони с кавалерията на Есте, който е на път да бъде победен от враговете му, Ерколе се опитва да задържи войниците си, които бягат и е ранен от изстрел от пушка в десния си крак. Поведението му по време на тази битка, продължила цял ден до залез слънце, е широко възхвалявано, тъй като Ерколе, въпреки че нито той, нито другите капитани и техните коне са яли или пили цял ден, защитават бойното поле. Освен това той заповядва да запалят много факли, за да продължи битката дори през нощта, което след това е предотвратено от Колеони, който я прекъсва. Раната на Ерколе се оказва сериозна и той рискува да умре; въпреки че е лекуван от отлични лекари, са му нужни цели две години, за да се възстанови напълно и след това е принуден да накуцва до края на живота си. Венецианците, които по-късно стават един от най-страшните му противници, го наричат Чото, т.е. Куция.

### Конспирация на Пио ди Савоя
През 1469 г. Джан Лодовико Пио ди Савоя, владетел на Сасуоло, Пиеро де Медичи и Галеацо Мария Сфорца планират заговор срещу Борсо и се опитват да въвлекат и Ерколе. Ерколе не приема поканата за предателство, но се преструва, че е съгласен със заговорниците и след това разказва за конспирацията на херцога, който по този начин успява да предотврати опасността, като арестува бунтовниците и убие няколко от тях. Джан Лодовико е обезглавен същата година и активите му са конфискувани от Господарство Ферара.

### Херцог на Ферара, Модена и Реджо
Наследяването на управлението на херцогството не е гладко. Борсо д’Есте, получил херцогската инвеститура от папата няколко месеца по-рано, се договаря тайно през 1461 г. с император Фридрих III Хабсбург, от когото зависи Херцогство Модена, Реджо и анексираните територии, за това неговият брат Ерколе да се издигне до властта на държавата и междувременно му поверява управлението на Модена. Това споразумение се пази в тайна до последно, за да се избегнат възможни конфликти в семейството, също като се има предвид, че законната наследствена линия би могла да премине от Леонело д’Есте към неговия син Николо, а и самият Николо очаква това решение.
Когато Борсо умира през нощта между 19 и 20 август 1471 г., Ерколе разговаря с Алберто – друг незаконен син на Николо III и възможен претендент за наследството, който се отказва от всичките си претенции към херцогството и се обявява на негова страна. По този начин Ерколе, който се подготвя известно време с група въоръжени мъже, готови в Кастелнуово, е провъзгласен за херцог на 20 август, докато градът, на негова страна, вика Diamante, Diamante!, имайки предвид девиза му. Николо, който в този момент е извън Ферара, не може да се противопостави по никакъв начин.
Установяването на Ерколе като херцог изважда наяве две фракции: първата в негова подкрепа, а втората – на Николо. Първата първоначално включва различни семейства от Ферара и брата на Ерколе Алберто, както и Венеция, за която Ерколе се е сражавал преди това. Във втората влизат семейства от Ферара, папа Павел II, Лоренцо Медичи, Галеацо Мария Сфорца и Джовани II Бентивольо. На всички противници на града, които са напуснали в знак на протест, е предложена прошка, но тези, които не се връщат във Ферара в акт на подчинение, не са пощадени от смърт чрез бързи екзекуции и изтезания. Междувременно в Рим новият папа Сикст IV обявява Ерколе за законен херцог и той през 1473 г. се жени за Елеонора Арагонска, дъщеря на Фердинандо I Неаполитански. С пищната сватба новият херцог се възползва от възможността да промени съюзите, прекъсвайки някои и укрепвайки други.
Важен момент както за Ерколе, така и за династията, е раждането на сина му Алфонсо на 21 юли 1476 г. в Дворец „Скифаноя“. В града има тържества, които в някои случаи причиняват различни щети от ексцесии, като сериозни щети на нотариални офиси и пожари на портите на централния Дворец на разума.

### Бунт на Николо д'Есте
През 1476 г., малко след раждането на сина му Алфонсо и веднага след тържествата, свързани със събитието, Николо д'Есте, информиран за краткото отсъствие на Ерколе, който е в летния дворец „Делиция ди Белрингуардо“, окупира града, влизайки с около 600 въоръжени мъже. Той пътува по река По, идвайки от Мантуа с пет кораба, маскирани така, че да изглежда, че превозват само стоки.
Той се опита да влезе в херцогския дворец, за да окупира двора, но Елеонора, посредством Виа Коперта (защитена пътека на белетажа на двореца, свързваща северното крило на Общинския дворец със Замъка на Есте), заедно с трите си деца, се затваря в замъка, който е невъзможно да бъде превзет с малкото сили на нападателите. Веднага след като е предупреден за преврата на племенника си, Ерколе със своите служители тръгва за Ферара. Когато пристига близо до града, той е предупреден от втори пратеник, че Николо има със себе си поне 14 хил. мъже, и отива на различни места в херцогството, за да поиска оръжие и помощ от селяните и съюзниците, след което спира да събере хора в Луго. Междувременно Николо се опитва да привлече народа на своя страна, примамвайки го с обещание за намаляване на цената на пшеницата, тъй като през последните години има голям глад; той не успява, тъй като населението на Ферара остава лоялно към своя херцог.
След като откриват, че Николо е разпространил фалшив слух, като реално можел да разчита само на 600 пехотинци, братята на Ерколе Сиджизмондо и Риналдо повеждат въоръженото население срещу Николо и го принуждават да напусне града, и да се укрие близо до Бондено. Тук той е преследван от селското население, няколко от неговите поддръжници са убити, а други са отведени като пленници във Ферара. След това повечето от затворниците са освободени от херцог Ерколе, който се връща в града на следващата сутрин и е посрещнат от ликуващото население, а водачите на бунтовниците са публично обесени. Самият Николо е обезглавен; след екзекуцията тялото му е облечено в княжески дрехи и е придружено от внушителна погребална процесия в църквата „Сан Франческо“, където е положен в Червения ковчег, използван като гроб от семейство Есте.
В този неуспешен опит да се завладее херцогството загиват най-малко 500 души и става ясно как се уреждат съюзите, благоприятни или не за Ерколе. Мантуа и Венеция например, които първоначално смятат този преврат за полезен за тяхната политика и които го улесняват по различен начин, не се намесват.

### Война с Венеция
Венеция, след първите официални действия за дистанциране от опита на Николо, започва да обвинява Ерколе, че е предал политиката на приятелство между Венецианската република и Ферара, която Борсо е поддържал дълго време и е чакал възможност да води война срещу херцогството на Есте. При заговора на Паци папа Сикст IV и Ерколе заемат противоположни позици, но за да атакуват Ферара (която е папско владение), е необходимо изричното одобрение на Сикст IV. Възможност за това се появява, когато Джироламо Риарио, племенник на папата, господар на Форли и Имола, се опитва да завладее Ферара.
Венецианците се съюзяват с папата и застават на страната на Риарио и срещу краля на Неапол, който е съюзник на Ерколе. Сред мотивите на войната, която е на път да избухне, има както териториални спорове, така и търговски конфликти, свързани с монопола върху солта. Следователно войната, която Ферара води, е срещу Риарио, венецианците и папата. При това обстоятелство Ерколе е принуден да се защитава и не успява да се намеси на многобройните фронтове, които след това се отварят почти едновременно по границите на херцогството.
Определени са съюзи и групировки. От една страна е Венеция, подкрепяна от силите на папа Сикст IV, Джироламо Риарио, Вилхелм VIII Монфератски, който е наследен от Бонифаций III, Пиер Мария II де Роси от Сан Секондо и, във втора фаза, също от Република Генуа. От друга страна Ферара е подкрепена от Лудовико Мавъра, Фердинандо I Неаполитански, Лоренцо Медичи, Федерико I Гондзага, Джовани II Бентивольо, семейство Колона и Федерико да Монтефелтро.
По време на ранните етапи на конфликта венецианците показват, че отдавна са организирали силите си. Командването е поверено на Роберто Сансеверино Арагонски и с него те атакуват Мелара, Кастелново Бариано, Бадия Полезине, Лендинара, Фикароло, Адрия и Ровиго. Накратко, целият район на Полезине на север от река По е загубен, а Ерколе е хванат неподготвен; той разчита на защитата на крепостите на Стелата (днес подселище на Бондено) и Фикароло, които обаче не удържат атаката.
Венецианските войски почти достигат стените на Ферара и в някои случаи окупират църквата и манастира „Санта Мария дели Анджели“, летния дворец „Делиция ди Белфиоре“ и Монументалното гробище „Чертоза“.
Към края на 1482 г., след битката при Кампоморто, венецианската окупация на Полезине и натиска на Лудовико Мавъра върху папата, папата започва да променя политиката си и през 1483 г. официално забранява на Венеция да продължи военните действия. Войната продължава без други важни действия до сключването на мир през 1484 г., което принуждава Ерколе да предаде Полезине и Ровиго на Венеция, като същевременно си връща Ариано, Корбола, Адрия, Мелара, Кастелново и Фикароло.

### Политика
Ерколе I скоро започва да се грижи за личните си съюзи и за тези на семейството, като използва инструмента на брака, за да се обвърже с някои могъщи семейства, присъстващи на италианска територия. Той се жени едва след като става херцог и почти 42-годишен за дъщерята на Фердинандо I Неаполитански Елеонора Арагонска. Този брак е много полезен за него по време на войната срещу Венеция и му позволява да намали последиците от това поражение.
Чрез браковете на дъщерите си той създава или укрепва други важни връзки: Беатриче се омъжва за Лудовико Мавъра, а Изабела – за Франческо II Гондзага. Наследникът му Алфонсо първо се жени за Анна Мария Сфорца, дъщеря на Галеацо Мария Сфорца, а после – за Лукреция Борджия, извънбрачна дъщеря на папа Александър VI.
Неговата извънбрачна дъщеря Лукреция, която има от любовницата си Лудовика Кондолмиери, също се омъжва за представител на важна за Ферара фамилия – Анибале II Бентивольо, владетел на близка Болоня. Съпругата на Ерколе, Елеонора, отглежда всички деца на съпруга си в двора, вкл. и извънбрачните.
Херцогът също е наясно с важността за семейството на присъствието на Есте в заемането на църковна длъжност, защото тя включва облаги и политическо влияние. Така че за него е успех, когато другият му син, Иполито, бивш архиепископ на Естергом и след това примас на Унгария на 8-годишна възраст, е издигнат, също благодарение на интереса на Асканио Мария Сфорца, до кардинал през 1493 г.
Други фактори, които повлияват на политическия избор на Ерколе в зряла възраст, са дългата подготовка преди да поеме властта на херцогството и следователно опитът му като кондотиер в служба на различни държави (не на последно място на Венецианската република), неговото съзнание, че притежава по-добри умения като преговарящ отколкото като военен, и разбирането му, че неговата малка държава със столицата си Ферара не може да разчита на мощта, която имат например Флоренция, Милано и Венеция. Затова за него е жизненоважно да постигне мирен баланс, който да запази с дипломация дори и с цената на някои откази, насочени към запазване на държавното единство.
През последните години, когато няма подкрепата на Елеонора, която умира през 1493 г., Ерколе трябва да се изправи пред нов труден период за държавата. Смъртта на Лоренцо де Медичи през 1492 г. и последвалото изчерпване на споразуменията на Пресветата италийска лига пораждат период на нестабилност и войни, първо със слизането на трансалпийска армия в Италия през 1494 г. начело с Шарл VIII и веднага след това с действията на Луи XII, насочени към френско господство над цели региони, преди всичко над Милано. Ерколе успява да не се намеси пряко и наистина да изгради по-силен съюз с папата благодарение на сватбата между неговия син Алфонсо и Лукреция Борджия през 1501 г.

### Двор
Сградите – място на придворния живот до времето на Борсо д'Есте, са Херцогският дворец и Кастелвекио, но и двете вече не са в съответствие с образа, който новият херцог иска за своята столица. Първата резиденция на семейство Есте, която преди това е в съседство с ул. „Кортевекия“ и пред катедралата, се състои от няколко сгради, частично свързани, но без архитектурно единство. Има стаи, използвани за различни цели и не всички подходящи за величествен дом. Кастелвекио, от друга страна, е истинска крепост, създадена главно за отбранителни цели, а не за резиденция или представителство, свързана с двореца чрез покрития пасаж „Вия Коперта“. Замъкът също така е роден върху градските стени по време на предишно добавяне като изключителна защита на града и семейството. В замисъла на Ерколе тази маргинална позиция на север от обитаемото ядро също трябва да се промени, превръщайки се в новия градски център.
Той решава да обнови фасадите на сградата, за да я направи по-представителна и такава, че да задоволи естетическите си нужди. По образование той е човек, който се интересува от изкуствата, музиката, театъра и архитектурата, и към тях има по-голяма наклонност отколкото към военното изкуство, на което се е посветил толкова дълго. Но това не е ограничено до външни промени. Всички зали, в които е живял дворът на Есте до края на XV век и почти всички следващи, са радикално модифицирани и адаптирани към новата им употреба.
След години на работа дворецът на двора на Ферара придобива вид, който достига до нас до голяма степен непроменен. Кастелвекио е напълно реорганизиран, за да се разделят пространствата според предназначението им. В по-ниските зони са разположени кухните и складовете, както и помещенията за коне и за лодки. На горните етажи са благородническите апартаменти на херцога, съпругата му и малцината допуснати членове на семейството. За Елеонора е построена висяща градина.
Старият дворец е обновен пред двореца на архиепископа с лоджия, която минава през пространството под голямата приемна. По-късно лоджията е унищожена от пожар. Там, където дворецът гледа към замъка, има нови херцогски зони, т. нар. Златни стаи (Стаичката на херцогините и Стаите от алабастър са от този период). Уреден е новият представителен двор, към който гледа придворният параклис и до който се стига по монументална стълба. Внушителният комплекс е завършен от тайна херцогска градина, по-късно наречена Градина на херцогините, голяма къща за гости и пространство, посветено на театъра, разположено на неотдавнашния пл. „Кортевекия“.
Дворът на Есте по време на управлението на Ерколе I е сред най-добрите в Европа. Покровителството му на изкуствата е както политическа, така и културна изява. В театрите, които кара да построят, той е домакин на изключително точни представяния по отношение на сцените и на изпълнението на музикални парчета, и той докарва във Ферара един от първите примери на модерен европейски театър, откъснат от моделите на класическата античност.
Ерколе е също толкова известен като меценат. Той назначава поета Матео Мария Боярдо за свой министър, защитава Пандолфо Коленучо в изгнание в Пезаро и въвежда младия Лудовико Ариосто в двора на Ферара.
С управлението му Ферара става един от главните градове в Европа, почти удвоявайки размера си с Адиционе Еркулеа (идеален градски проект от арх. Биаджо Росети). Затова Ферара е определен като първия модерен град в Европа.

#### Театър
На 25 януари 1486 г., в момент на мир в херцогството и на потвърдено надмощие на Ерколе над териториите на Есте, се състои първото театрално представление в двора на творба от Плавт – „Менехми“. Моментът е важен, защото поставя началото на класическия театър в Италия и утвърждаването на ферарската театрална традиция. Това е комедия, преведена на италиански, представена със сложни сцени от дърво и придружена от фойерверки. Преди това вече има представления, организирани от двора или от църквата, както и триумфални и алегорични шествия с публични четения на класически текстове или текстове, създадени за случая. Все пак Ерколе проявява по-голям интерес към тези представления и включва в тяхната организация Матео Мария Боярдо, Пандолфо Коленучо, Батиста Гуарини, Антонио Тебалдео и други писатели, които той посреща в двора.
Театърът, в който се състои първото историческо представление, е построен на открито по проект на Пелегрино Пришани в почетния двор на Херцогския дворец, а стъпалата за публиката са поставени пред придворния параклис.
Скоро представленията са обогатени с музикални интерлюдии и нови части, рецитирани с митологични, легендарни или исторически препратки, както през 1487 г., когато по случай сватбата на Джулио Тасони, фаворит на херцога, е представена Fabula di Cefalo от Николо да Кореджо, една от първите оригинални драми на XV век.
Освен това херцогът предпочита свещеното представяне, което понякога се извършва и вътре в катедралата. Ерколе не може да си позволи да влага твърде много ресурси в театъра подобно на неговия наследник Алфонсо I, но присъствието в двора на поет и драматург като Лудовико Ариосто кара двора на Ферара да построи първия постоянен театър, който обаче е разрушен малко след откриването му.

#### Музика
Музикалната традиция на Ферара води началото си още от началото на XI век в Абатство „Помпоза“, където монахът Гуидо създава първия музикален център на християнството. Близката Ферара е повлияна от него и за около два века успява да се конкурира с най-известната Сикстинска папска музикална капела и Марцианската капела, дори и да има по-кратък живот.
През XV и XVI век Ферара изразява в произведенията на своята музикална школа, които все още се съхраняват в архивите на Библиотеката на Есте в Модена и косвено за свидетелствани от фрески за придворните представления, които все още присъстват в Дворец „Скифаноя“. Предшествениците на Ерколе успяват да запазят традицията и херцогът, заедно с другите изкуства също много обича музиката. Една от първите му мерки в тази област, току-що дошъл на власт, е създаването на Херцогски параклис, в който той поставя над тридесет музиканти и певци. Интересът на херцога към музиката е по-висок от този към архитектурата, която въпреки това му дава по-голяма слава. Ерколе изрично моли съпругата си Елеонора да се грижи в негово отсъствие за параклиса, чиито представители са изключителни за историческия период музиканти. Благородническото семейство Джоколи също подкрепя херцога в това начинание и така в двора пристигат валонски и фламандски музиканти, които посвещават музиката си на Ферара или на херцога, като Александер Агрикола, Якоб Обрехт, Хайнрих Изаак, Адриан Виларт и Жоскен Депре. Депре композира Miserere и Missa Hercules Dux Ferrariae за Ерколе.

### Елеонора Арагонска
Съпругата на Ерколе Елеонора Арагонска, херцогиня по брак, произлиза от семейство с по-висок ранг от това на Есте: Кралски дом Трастамара на Арагон от Неапол. Баща ѝ е Фердинандо I, а майка ѝ – Изабела ди Киаромонте, княгиня на Таранто.
Елеонора идва във Ферара от Неапол, след пътуване, в което е посрещната с големи празненства по време на спирките. Сватбеното шествие в града е пищно. То тръгва от базиликата „Сан Джорджо фуори ле мура“ отвъд река По, пресича моста, тръгва по ул. „Гранде“ (по-късно ул. „Карло Майр“) до църквата „Санта Мария ин Вадо“ и продължава, за да стигне до църквата „Сан Франческо“, Дворец „Парадизо“ и се насочва по ул. „Сабиони“ (днешна ул. „Мазини“) към църквата „Сан Романо“. като накрая пристига в почетния двор на Херцогския дворец. Първоначално тя се настанява в апартамент, където съпругите на господарите на Ферара не са приемани от известно време. Борсо не е бил женен и всяка от придворните благороднички до този момент е избирала различни апартаменти.
Веднага след опита на Николо д'Есте да вземе властта през 1476 г. по време на отсъствието на Ерколе, който се проваля и благодарение на готовността ѝ да се барикадира в Кастелвекио, Елеонора решава да настани себе си и децата си в нов апартамент в Кулата на маркиза в замъка, започвайки превръщането му в истински дворец.
Тя е внимателна и винаги присъстваща жена, както в моментите на отсъствие на съпруга си, така и в тези на нормалния придворен живот. По различни поводи заема мястото на съпруга си в изпълнение на функциите му, като при едно от тези обстоятелства действията ѝ са решаващи за спасяването на държавата: през 1482 г., по време на войната за Ферара, венецианците пристигат на кратко разстояние от стените на замъка и града, който е на път да капитулира. Херцогът страда от тежка болест и е неспособен да ръководи силите на отбраната на града. Елеонора по различни начини успява да вдъхне нужната смелост на жителите на Ферара.
Тя има навика да дава редовна аудиенция на всеки, без разлика дали е благородник или не, и следователно познава перфектно поданиците си, които от своя страна, дори и когато я критикуват, не могат да не признаят качествата ѝ.

### Прием на евреите
През 1492 г. Ерколе приветства в рамките на градските стени сефарадските евреи, изгонени от Испания от католическите крале. В действителност херцогът не отваря вратите за всички без разлика и с указ от 1493 г. ограничава общия брой до около сто души, но всъщност мнозина, които бягат от Испания, намират в града много по-благоприятна възможност за интеграция в сравнение с тази в други италиански и чужди региони.
Случилото се през тази година не е изолиран епизод, както поради личната история на Ерколе I, така и поради политиката на семейство Есте спрямо евреите. В продължение на няколко века в града съществува еврейска общност на древните евреи, със семейства, произхождащи от регионите на Централна Италия или Северна Европа, по-специално от германската област. Преди пристигането на изгнаниците от Пиренейския полуостров, в града е постигнато добро ниво на съвместно съществуване, нарушавано от моменти на отхвърляне от страна на християнското население, което гледа на евреите с никога непреодоляно подозрение. Обвинение срещу евреите, свързано с древни суеверни вярвания, е това за кръвната клетва.
Историята на Симонино от Тренто – дете, убита на Великден през 1475 г., за което местната еврейска общност е несправедливо обвинена в Трентино и от която се интересува и Ариел Тоаф, има подобен случай във Ферара. Еврейското семейство Да Рива, добре познато и управляващо една от трите заложни къщи в града, е обвинено около 1481 г. в убийството на християнско дете. Разгневената тълпа нахлува в дома му и семейството трябва да се барикадира, хвърляйки камъни от прозорците. Самият херцог Ерколе I се намесва под командването на много въоръжени войници, за да възстанови спокойствието, и е обвинен от някои от хората, че е на страната на Да Рива. Само година по-рано, по време на карнавала през 1480 г., евреин е нападнат от студент от Университета на Ферара. Младият мъж, маскиран за тържествата, е единствено дете и херцогът обещава на баща му да го помилва, ако евреинът оцелее. За съжаление, поради тежестта на нараняванията си, той умира, а младежът, според закона, е обесен.
След испанските са посрещнати и португалските евреи през 1498 г. Тогава ферарците общо определят всички тези новодошли като португалци. Няколко десетилетия по-късно тези нови граждани на херцогството допринасят за подобряване на икономиката на малката, но важна държава, като засилват нейните търговски отношения и я отварят за нови търговски и икономически възможности.

### Смърт
Ерколе I умира през 1505 г. и синът му Алфонсо I д'Есте става херцог същата година. Той е погребан във Ферара в църквата „Санта Мария дели Анджели“, която се намира по протежение на бул. „Дели Анджели“ (днешен „Ерколе I д'Есте“).
Когато херцогът идва на власт през 1471 г., целият район, където се намират църквата, монументалното гробище „Чертоза“ и изчезналият дворец „Белфиоре“, е извън стените на Ферара и става неразделна част от градската тъкан едва след градоустройственото дело на Биаджо Росети. Неговите тленни останки остават на това място до средата на XX век, когато при извършване на разкопки в района, където вече не съществува древната църква и по-късно е заета от частна къща, са открити гробниците на многобройни представители на Есте, които все още са там след разрушаването на религиозната сграда. Всички останки впоследствие са прехвърлени в манастира „Корпус Домини“ и от този момент нататък херцогът почива в най-важната семейна гробница на Есте във Ферара.

## Външен вид и характер
Ерколе I е херцог, искрено обичан от поданиците си, които многократно му демонстрират това, както когато се защитава срещу Николо ди Леонело, така и по време на войната с Венеция, когато те спонтанно взимат оръжие, за да преследват нашественика, понякога срещу волята на самия Ерколе.
Той е великодушен, благодетелен, известен със своето милосърдие: той предлага прошка на самите поддръжници на Николо, стига да му се закълнат в подчинение, и много често помилва осъдените на смърт (дори в случаите на lesa maiestatis), когато те вече са с въже на врата. Ерколе е загрижен и за условията на живот на семейството на осъдения и понякога оставя пари на жените и дъщерите му, за да могат да се издържат достойно. Това не означава, че той е слаб, напротив – той лично наказва престъпниците, както напр. през декември 1475 г., когато набива барабанист, който досажда на момиче в църквата и хвърля в затвора още двама оръженосци.
Обича много да танцува, което продължава да прави въпреки нараняването на крака си. Освен това той обича музиката и пеенето, които след това предава на децата си.
На няколко пъти е на смъртен одър през годините, ту поради раната, която никога не е напълно излекувана, ту поради болест и поради съмнение за отравяне, и винаги се възстановява, понякога в провинциалните си резиденции или в термите.
Като баща много обича най-голямата си дъщеря Изабела, на която отделя голямо внимание: през 1479 г., когато е в битка в Тоскана и научава, че детето, въпреки че е само на 4 г., вече е започнало обучение, той изразява радост пред жена си, но препоръчва изрично да не я бият, дори и майка ѝ, ако случайно не учи.
Като млад има много буен характер, който проявява особено по време на война, в надпревари и дуели, който след това предава на повечето от децата си. Дори в по-зряла възраст продължава винаги да заема предната линия в битките, в които участва, излагайки се на опасност за живота си и понякога бивайки ранен.
Много обича шегите и шутовете. Известен е епизод, в който, по време на карнавала през 1478 г., когато му гостува владетелят на Болоня Джовани Бентивольо, Ерколе I излиза дегизиран из улиците на града в компанията на неговия гост, братята си Сиджизмондо и Риналдо, и други придворни, за да хвърлят яйца по дамите и в крайна сметка се сбиват с няколко други маскирани мъже на площада.
Независимо от това, поради често ледения си и авторитарен характер, насочен към полезността, а не към роднинството или чувствата, Ерколе I е определян като „много по-студен от северния вятър“ и от това произлиза другият му прякор Трамонтана.
Той е много набожен човек, ходи на литургия всеки ден или дори няколко пъти на ден. На Велики четвъртък храни стотици бедни хора всяка година, сервирайки сам храната в голямата зала на замъка заедно с братята си, а след това мие краката на гостите и им подарява дрехи и пари. Заедно с много религиозната си съпруга е покровител на монахините и основател на манастири.
Що се отнася до външния му вид, Алипрандо Каприоли го описва „със правилен и квадратен ръст и много силен като човек. Имаше оцветено лице, ясни сини очи и черна коса“. Въпреки това, въпреки че сините очи са чести в Дом Есте, поне на портретите, останали от него, изглежда, че има тъмни очи.

## Брак и потомство
∞ 3 юли 1473 Елеонора Арагонска (* 22/23 юни 1450, Неапол; † 11 октомври 1493, Ферара) – дъщеря на крал Фердинанд I, от която има четирима сина и две дъщери:
- Изабела д’Есте (* 18 май 1474, Ферара; † 13 февруари 1539, пак там), чрез брак маркграфиня на Мантуа; ∞ 1490 за маркграфа на Мантуа Франческо II Гонзага (* 1466, † 1519), от когото има осем деца. Тя е една от най-влиятелните личности на Ренесанса, укрепва връзките между родовете Есте и Гонзага.[55]
- Беатриче д’Есте (* 29 юни 1475, Ферара; † 2 януари 1497, Милано), чрез брак херцогиня на Милано и на Бари, ∞ 1491 Лудовико Мария Сфорца „Мавъра“ (27 юли 1451, † 27 май 1508) – херцог на Милано, от когото има двама сина. Значимо лице на италианската политика от края на XV век, укрепва връзките между Есте и Сфорца.[56]
- Алфонсо I д’Есте (* 21 юли 1476, Ферара; † 31 октомври 1534, пак там), 3-ти херцог на Ферара, ∞ 1. 12 януари 1491 за Анна Мария Сфорца (* 1473; † 1497), дъщеря на миланския херцог Галеацо Мария Сфорца, от която има един син; 2. 1502 за Лукреция Борджия (* 1480; † 1519), от която има седем деца. Има и две деца от любовницата си Лаура Дианти.
- Феранте д’Есте (* 19 септември 1477, Неапол; † февруари 1540, Ферара), прави заговор срещу брат си Алфонсо, за да получи херцогството, арестуван е и е затворен в замъка на Есте до смъртта си.
- Иполито I д’Есте (* 20 март 1479, Ферара; † 3 септември 1520, пак там), кардинал от 1493 г., известен като „Кардиналът от Ферара“, могъща личност, известен покровител на някои писатели, сред които Лудовико Ариосто, който му посвещава „Бесният Орландо“.
- Сиджизмондо д’Есте (* септември 1480, † 9 август 1524), придворен
- Алберто д’Есте (* 1481, † 1482)

Има и три извънбрачни деца:
От Изабела Ардуино – придворна дама на жена му, има един син:
- Джулио д’Есте (* 13 юли 1478, Ферара; † 24 март 1561, пак там); участва в заговора на полубрат си Феранте срещу двамата си полубратя Алфонсо и Иполито, и прекарва 34 години в затвора.

От Лудовика Колдомиери има една дъщеря и вероятно един син:
- Лоренцо д'Есте († 1471), вероятен син от Лудовика.
- Лукреция д'Есте (* ок. 1473, Ферара; † 1516/18), чрез брак господарка на Болоня; ∞ 28 януари 1487 в Болоня за Анибале II Бентивольо, господар на Болоня, от когото има 13 деца.

- Портрети на някои от децата на Ерколе I д’Есте
- Беатриче д’Есте, 1494.
- Изабела д’Есте, худ. Тициан (1536)
- Алфонсо I д’Есте, худ. Досо Доси
- Кардинал Иполито I д’Есте, худ. Бартоломео Венето

## Герб, девиз и емблема

### Герб
Гербът е на щит, разделен на 4 еднакви квадрата, със Стълба (вертикална ивица) на Църквата. Църковният стълб е в червено с ключовете на Свети Петър: единият е златен, а другият – сребърен.
В първия и четвъртия квадрат на златен фон има черен двуглав орел с разперени криле, увенчан от императорската корона на златно поле.
Във втория и третия квадрат на лазурносин фон има три златни лилии, с назъбен ръб в червено и златисто.
Сребърният орел е върху сърцето на щита, върху ключовете.

### Девиз
Девизът на херцога: Deus Fortitudo Mea (от лат. Бог е моята сила) е възпроизведен върху множество монети, изсечени от монетния двор на Есте.

### Емблема
Емблемата на Диаманта често се възпроизвежда под формата на пръстен, украсен с диамант с вид на малка пирамида. Около пръстена може да има увити листа на цвете с венчето в центъра на пръстена.
Според някои тълкувания цветето представлява Ферара, а пръстенът представлява силата на херцога, който го защитава, а диамантът символизира положителните качества на лоялност и чистота.
Макар че Ерколе I я прави своя, тази емблема вече присъства от известно време сред Есте, а в Замъка на Есте, чийто строеж е поверен на Бартолино да Новара през 1385 г., има архитектурни части с препратка към диаманта.
В Библията на Борсо д'Есте има изображение на емблемата.
Дворецът на диамантите, желан от херцога като част от неговата градска интервенция, известна като Адиционе Еркулеа, припомня за емблемата в името си, макар че дворецът е построен за брат му Сиджизмондо.

## В популярната култура
- В американско-италианския игрален филм „Принцът на лисиците“ (Prince of Foxes) от 1949 г. в ролята на Ерколе е нидерландският актьор Юп ван Хулцен.
- В италианския телевизионен филм „Великите дами на Дом Есте“ (Le grandi dame di casa d'Este) от 2004 г. на Диего Ронсизвале, концентриран основно върху Елеонора Арагонска, в ролята на Ерколе е италианския актьор Даниеле Валманаджи.
- Във френския телевизионен сериал „Борджиите“ (Borgia) от 2011 – 2014 г. в ролята на Ерколе е британският актьор Майкъл Бирн.

## Нумизматика
- Дукат с изобаржение на Ерколе I
- Дукат или флорин с Ерколе I
- Юбилейна монета
- Сребърен грош с Ерколе I с мотото DEVS • FORTITVDO • MEA. На задната страна – Св. Георги на кон със средновековни доспехи, който убива змея.
- Задна част на тестон от 1471 – 1505 г.
- Грош от 1471 – 1505 г.
- Златен дукат от 1471 – 1505 г.
- Златен дукат с Ерколе I
- Тестон с Ерколе I

На гърба на юбилейната монета (3-тата поред най-горе) става въпрос за строежа на Адиционе Еркулеа. Районът е покрит с маларийни блата, които трябва да се премахнат преди началото на работата. За да символизира тази монументална задача, Ерколе I избира един от подвизите на своя съименник Херкулес: убийството на митологичната седемглава Лернейска хидра, и го поставя на своите монети.